# Mass Effect Infiltrator
Mass Effect Infiltrator — шутер від третьої особи розроблений IronMonkey Studios для Apple iOS та Android, випущений 6 березня 2012 року. Є частиною серії Mass Effect. Дії гри відбуваються паралельно із Mass Effect 3. Сюжет гри розповідає про оперативника терористичної організації «Цербер», який усвідомив жорстокі задуми свого начальства та допоміг втекти ув'язненим із однією з баз «Цербера». Порятунок полонених та збір розвідданих «Цербера» може збільшити вашу галактичну готовність у Mass Effect 3.

## Відгуки
Огляди Mass Effect Infiltrator, як правило, були неоднозначними, а агрегатор оцінок Metacritic на підставі 23 оглядів виставив оцінку 67 балів. Оглядач Slide To Play спочатку погано відгукнувся про гру, розкритикувавши елементи управління і зазначивши, що незважаючи на те, що графіка «деталізована і дуже вражаюча», оточення в грі були застарілі та повторювані. Однак після оновлення 1.0.3 огляд було уточнено, і в ньому було сказано, що гра «гра перетворилася з незграбної маси на високоякісний шутер». Оглядач Android Police був більш позитивним, охарактеризувавши Infiltrator як «справді кумедну гру з хорошим керуванням». PCmag назвав гру «досить пристойною», високо оцінив графіку, але назвав бойові дії такими, що повторюються, а управління заплутаним.